# République socialiste soviétique d'Azerbaïdjan
1920-–1990
Entités précédentes :
- République démocratique d'Azerbaïdjan (1920)
- RSFS de Transcaucasie (1936)

Entités suivantes :
- République d'Artsakh (1991)
- République d'Azerbaïdjan (1991)

La république socialiste soviétique d'Azerbaïdjan (en azéri : Азәрбајҹан Совет Сосиалист Республикасы, Azərbaycan Sovet Sosialist Respublikası ; en russe Азербайджанская Советская Социалистическая Республика [АзCСР], Azerbaïdjanskaïa Sovietskaïa Sotsialistitcheskaïa Respoublika [AzSSR] ; littéralement « république socialiste des conseils d'Azerbaïdjan / azerbaïdjanaise »), était l'une des 15 républiques constitutives de l'Union soviétique entre 1922 et 1991. Créée le 28 avril 1920 lorsque la république socialiste fédérative soviétique de Russie porta au pouvoir des personnalités pro-soviétiques dans la région, la RSS d'Azerbaïdjan était dans ses deux premières années un État indépendant jusqu'à son incorporation dans la RSFS de Transcaucasie, aux côtés de la RSS d'Arménie et de la RSS de Géorgie.
En décembre 1922, la RSFS de Transcaucasie devint membre de l'Union soviétique nouvellement créée. La Constitution de la RSS d'Azerbaïdjan fut approuvée par le 9e Congrès extraordinaire des Soviets d'Azerbaïdjan le 14 mars 1937. Le 5 février 1991, la RSS d'Azerbaïdjan fut rebaptisée république d'Azerbaïdjan conformément à la décision no 16-XII du Soviet suprême d'Azerbaïdjan approuvant le décret du président de la RSS d'Azerbaïdjan daté du 29 novembre 1990, restant ainsi au sein de l'URSS avant son indépendance en octobre 1991. La Constitution de 1978 a été remplacée en 1995, lors de l'adoption de la nouvelle Constitution de la république d'Azerbaïdjan.

## Histoire

### Création
La RSS d'Azerbaïdjan fut fondée le 28 avril 1920 après la reddition du gouvernement de la république démocratique d'Azerbaïdjan aux bolcheviks locaux dirigés par Mirza Davud Huseynov et Nariman Narimanov et l'invasion de la 11e Armée rouge.
Alors que l'Azerbaïdjan a revendiqué le Karabagh et le Zanguezour, la Russie est restée neutre et a considéré ces territoires comme disputés. Après la fondation de la république socialiste soviétique d'Arménie le Zanguezour a été accordé à l'Arménie, de même que le Nakhitchevan, qui le cède à l'Azerbaïdjan en 1921. Le Haut-Karabagh a été accordé à l'Azerbaïdjan.
Le 13 octobre 1921, les républiques socialistes soviétiques de Russie, d'Arménie, d'Azerbaïdjan et de Géorgie signèrent un accord avec la Turquie connu sous le nom de traité de Kars. La RSS du Nakhitchevan, auparavant indépendante, deviendra également la république socialiste soviétique autonome du Nakhitchevan au sein de l'Azerbaïdjan par le Traité de Kars,.
Les frontières de l'Azerbaïdjan et de l'Arménie, comme ailleurs en URSS, ont été redessinées à plusieurs reprises, mais aucune des parties n'étaient entièrement satisfaites des résultats.

### RSFS de Transcaucasie
Le 12 mars 1922, les dirigeants des républiques socialistes soviétiques d'Azerbaïdjan, d'Arménie et de Géorgie créèrent une union connue sous le nom de république socialiste fédérative soviétique de Transcaucasie. (RSFS de Transcaucasie). Il s'agissait de la première tentative d'union des républiques soviétiques, avant l'URSS. Le Conseil de l'Union de la RSFS de Transcaucasie se composait des représentants des trois républiques - Nariman Narimanov (Azerbaïdjan), Polikarp Mdivani (Géorgie) et Aleksandr Fyodorovich Miasnikyan. (Arménie). Le premier secrétaire du parti communiste de Transcaucasie était Sergo Ordzhonikidze.
En décembre 1922, la RSFS de Transcaucasie accepta après signature du Traité sur la création de l'Union des républiques socialistes soviétiques de se joindre à l'union avec la Russie, l'Ukraine et la Biélorussie, créant ainsi l'Union des républiques socialistes soviétiques qui durera jusqu'en 1991. Cependant La RSFS de Transcaucasie n'a  pas duré longtemps. En décembre 1936, l'Union transcaucasienne fut démantelée lorsque les dirigeants du Conseil de l'Union se sont trouvés incapables de s'entendre sur plusieurs questions. L'Azerbaïdjan, l'Arménie et la Géorgie deviennent alors des républiques socialistes soviétiques.

### Économie et développement
Au printemps 1921, une transition s'opère du revkoms (en) et des kombeds (en) aux Soviets. Afin d'aider l'industrie pétrolière azerbaïdjanaise, le Conseil suprême de l'économie nationale décide la même année de lui fournir tout ce qui est nécessaire à son développement. Les nouveaux gisements de pétrole, tel que la Baie d'Ilyich, Qaraçuxur, Lökbatan et Qala sont découverts. En 1929, un important kolkhozes s'étant développé, l'Azerbaïdjan devient pour la première fois le deuxième producteur de thé soviétique après la RSS de Géorgie. Le 31 mars 1931, l'industrie pétrolière de la RSS d'Azerbaïdjan, qui fournissait plus de 60 % de la production totale de pétrole soviétique de l'époque, a reçu l'ordre de Lénine. La république a reçu une seconde fois l'ordre de Lénine le 15 mars 1935 lors de son 15e anniversaire. À la fin du second plan quinquennal (1933-1938), l'Azerbaïdjan était devenu la 3e république d'Union soviétique par l'importance de ses investissements en capital.

### Seconde Guerre mondiale
Au cours de la période du 17 septembre 1939 au 21 juin 1941, l'Allemagne nazie, en raison du pacte de non-agression et de ses relations commerciales relativement normalisées avec l'URSS, était un importateur majeur de pétrole produit en république socialiste soviétique d'Azerbaïdjan.
Cette situation a changé lorsque l'Allemagne a envahi l'Union soviétique le 22 juin 1941. Au cours de la première année de la guerre soviéto-allemande, l'Azerbaïdjan a produit 23,5 millions de tonnes de pétrole - un record pour toute l'histoire de son industrie pétrolière. A la fin de 1941, des milliers d'Azerbaïdjanais avaient rejoint le Corps des volontaires du peuple. La mobilisation touche toutes les sphères sociales, notamment les industries pétrolières. Une semaine après le début des combats, les travailleurs du pétrole eux-mêmes ont pris l'initiative d'étendre leur travail à des postes de 12 heures, sans jours de repos, sans congés jusqu'à la fin de la guerre. Bakou devint le principal objectif stratégique de l'offensive de 1942 de Hitler dans le cadre de l'opération Fall Blau. Cette offensive n'a cependant pas abouti. L'armée allemande atteint les montagnes du Caucase, mais elle est en même temps défaite de manière décisive lors de la bataille de Stalingrad et est donc obligée de se retirer de la région, abandonnant tout espoir d'un Reichskommissariat Kaukasus. En 1942, l'Azerbaïdjan devient également le deuxième plus grand producteur de thé de l'Armée de terre soviétique. Par décret du Soviet suprême de l'Union soviétique en février 1942, l'engagement de plus de 500 ouvriers et employés de l'industrie pétrolière d'Azerbaïdjan a été récompensé par des ordres et des médailles. Sur les quelque 600 000 Azerbaïdjanais qui ont été recrutés dans l'armée de terre soviétique pendant la guerre, 290 000 sont morts.

### Période d'après-guerre
L'occupation soviétique de l'Azerbaïdjan iranien à l'été 1941 a eu un impact considérable sur les Azerbaïdjanais des deux côtés de la frontière. La présence militaire soviétique au sud de la rivière Araxe a conduit à un renouveau du nationalisme pan-azerbaïdjanais. Pendant l'occupation soviétique, un renouveau de la langue littéraire azerbaïdjanaise, qui avait été largement supplantée par le persan, a été encouragé avec l'aide d'écrivains, de journalistes et d'enseignants de l'Azerbaïdjan soviétique. En novembre 1945, avec le soutien soviétique, un Gouvernement populaire d'Azerbaïdjan autonome a été mis en place à Tabriz sous la direction de Jafar Pishevari, le chef du Parti démocratique azerbaïdjani. Les institutions culturelles laïques et l'enseignement en azerbaïdjanais fleurissent dans tout l'Azerbaïdjan iranien, et les spéculations vont bon train sur une éventuelle unification des deux républiques azerbaïdjanaises, sous contrôle soviétique. Il s'avère que la question de l'Azerbaïdjan iranien devint l'un des premiers conflits de la guerre froide, et sous la pression des puissances occidentales, l'armée soviétique se retire. Le gouvernement iranien a repris le contrôle de l'Azerbaïdjan iranien à la fin de 1946 et les dirigeants du Parti démocratique se sont réfugiés en Azerbaïdjan soviétique. Jafar Pishevari, qui n'a jamais bénéficié de la confiance totale de Staline, meurt ensuite dans des circonstances mystérieuses.

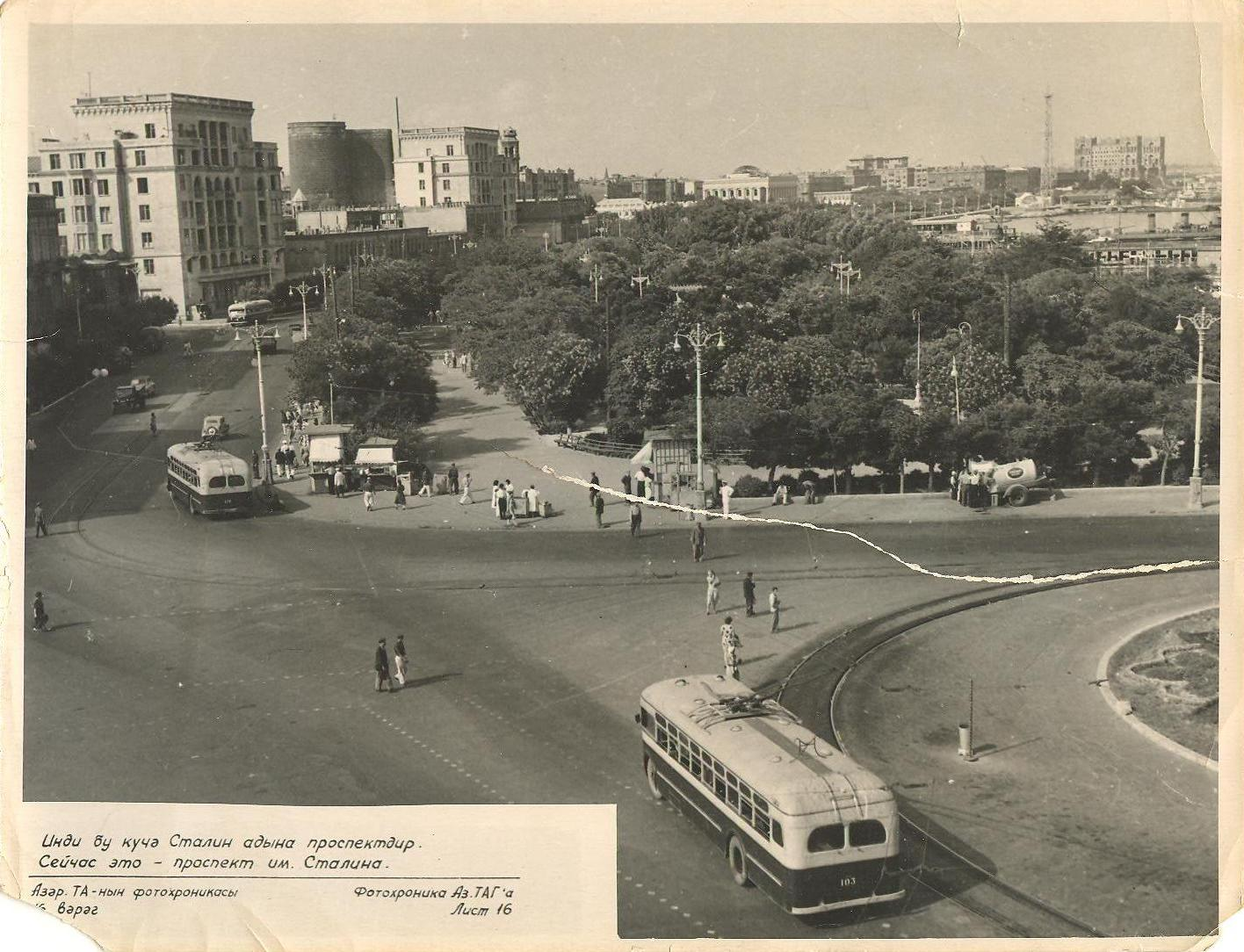
Bakou au début des années 1950

Outre les Oil Rocks, le premier champ pétrolier offshore d'Azerbaïdjan est ouvert au début des années 1950. Les politiques de déstalinisation et d'amélioration après les années 1950 ont permis d'améliorer les conditions d'éducation et de bien-être pour la plupart des Azerbaïdjanais. Cela a également coïncidé avec une période d'urbanisation et d'industrialisation rapides. Au cours de cette période de changement, un nouvel élan anti-islamique et le retour à une politique de « russification », dans le cadre de la politique de « sblizheniye » (« rapprochement »), ont été institués afin de fusionner tous les peuples de l'URSS en une nouvelle nation soviétique monolithique.

### Chute et Indépendance
Dans les années 1960, les signes d'une crise structurelle du système soviétique commencèrent à apparaître. L'industrie pétrolière azerbaïdjanaise a perdu son importance relative dans l'économie soviétique, en partie à cause d'un transfert de la production pétrolière vers d'autres régions de l'Union soviétique et en partie à cause de l'épuisement des ressources pétrolières connues accessibles depuis la terre, tandis que la production offshore n'était pas jugée rentable. En conséquence, la RSS d'Azerbaïdjan a connu le plus faible taux de croissance de la productivité et de rendement économique parmi les républiques socialistes soviétiques, à l'exception du Tadjikistan. Les tensions ethniques, notamment entre les Arméniens et les Azéris, commencent à se développer, mais la violence est réprimée. Dans une tentative de mettre fin à la crise structurelle croissante, le gouvernement de Moscou nomme Heydar Aliyev premier secrétaire du parti communiste d'Azerbaïdjan (en) en 1969. Aliyev améliore temporairement les conditions économiques et encourage les industries alternatives à l'industrie pétrolière déclinante, comme le coton. Il a également consolidé l'élite dirigeante de la république, qui se composait désormais presque entièrement d'Azerbaïdjanais de naissance. En 1982, Aliyev est nommé membre du Politburo du parti communiste à Moscou. En 1987, lorsque la Perestroïka est mise en œuvre, il est contraint de se retirer sous la pression du dirigeant soviétique Mikhaïl Gorbatchev, aux réformes duquel il s'opposait. [réf. souhaitée]
La fin des années 1980, pendant l'ère Gorbatchev, a été caractérisée par des troubles croissants dans le Caucase, initialement sur la question du Haut-Karabagh. Les conflits ethniques ont révélé les faiblesses du parti communiste en tant que défenseur des intérêts nationaux et, dans l'esprit de la glasnost, des publications indépendantes et des organisations politiques ont commencé à apparaître. Parmi ces organisations, la plus importante était de loin le Front populaire d'Azerbaïdjan (FPA), qui, à l'automne 1989, semble prêt à prendre le pouvoir a la place du Parti communiste. Bientôt, le mouvement pour l'indépendance vis-à-vis de l'URSS démarra, dont le FPA devint l'un des principaux meneurs. [réf. souhaitée]
Le 20 janvier 1990, l'armée rouge et les troupes du ministère de l'Intérieur interviennent militairement pour « la prévention de violences ethniques » : c'est le Janvier Noir.
Le 19 novembre 1990, la RSS d'Azerbaïdjan fut rebaptisée république d'Azerbaïdjan.
L'Azerbaïdjan participa au référendum soviétique de 1991 pour préserver l'Union en tant qu'Union des États souverains mais avec des dispositions constitutionnelles différentes. 94,12 % des électeurs azéri votèrent pour. Le Parti du Front populaire d'Azerbaïdjan fit valoir que seuls 15% des électeurs avaient participé au référendum.
Le traité de l'Union des États souverains ne fut finalement pas ratifié car le putsch de Moscou de 1991 accéléra les déclarations d'indépendance des républiques socialistes soviétiques entre août et décembre. L'Azerbaïdjan adopta sa déclaration d'indépendance le 30 août 1991,.
La dissolution définitive de l'Union soviétique eut lieu le 26 décembre 1991. Peu avant cette date, la RSS d'Azerbaïdjan rejoint la Communauté des États indépendants.

## Gouvernement
Le 28 avril 1920, le Comité révolutionnaire temporaire prend le contrôle du pays et forme un gouvernement nommé Conseil des commissaires du peuple d'Azerbaïdjan (en).
Après l'approbation de la Constitution de la RSS d'Azerbaïdjan par le Congrès des Soviets de tout l'Azerbaïdjan en 1921, le Comité révolutionnaire d'Azerbaïdjan a été révoqué et le Comité exécutif central a été choisi comme organe législatif suprême.
Selon la Constitution de la RSS d'Azerbaïdjan du 14 mars 1937, l'organe législatif fut modifié : le Comité exécutif central se trouva remplacé par le Soviet suprême.

### Chefs d'État
- Sergey Kirov (1921-1926)
- Levon Mirzoyan (1926-1929)
- Ruhulla Akhundov (1925-1926)
- Mir Jafar Baghirov (1933-1953)
- Imam Mustafayev (1954-1959)
- Veli Akhundov (1959-1969)
- Heydar Aliyev (1969-1982)
- Kamran Baghirov (1982-1988)
- Abdurrahman Vazirov (1988-1990)
- Ayaz Mutallibov (1990-1991)

#### Présidents du Comité exécutif central
- Mukhtar Gajiyev (1921–1922)
- Samed Aliyev (1922–1929)
- Gazanfar Musabekov (1929–1931)
- Sultan Medjid Efendiev (1932–1937)
- Mir Bashir Gasimov (1937–1938)

#### Présidents du Présidium du Soviet suprême
- Mir Bashir Gasimov (1938–1949)
- Nazar Geydarov (1949–1954)
- Mirza Ibrahimov (1954–1958)
- Ilyas Abdullayev (1958–1959)
- Saftar Jafarov (1959–1961)
- Mamed Iskenderov (1961–1969)
- Gurban Khalilov (1969–1985)
- Suleyman Tatliyev (1985-1989)
- Elmira Gafarova (1989–1990)[13]

#### Président de la république socialiste soviétique d'Azerbaïdjan
- Ayaz Mutallibov (1990–1991)[13]

## Armée

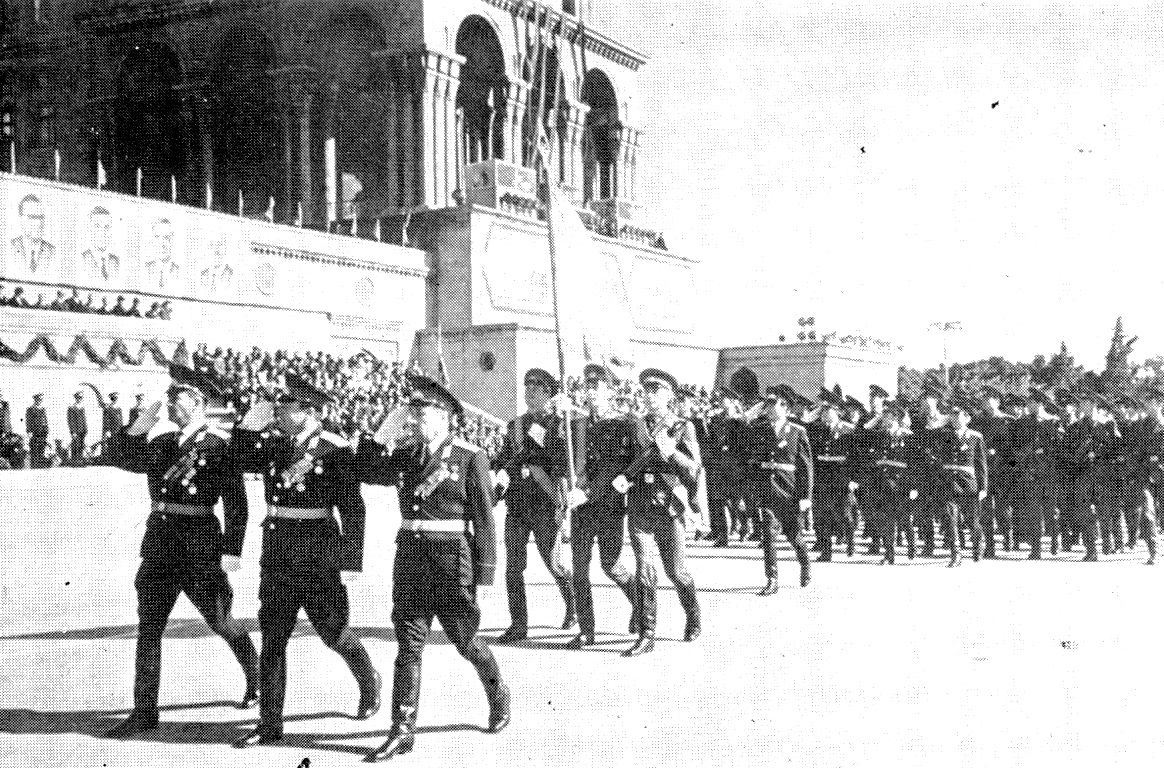
Un défilé sur la Place Lénine à Bakou en l'honneur du 50e anniversaire de la fondation de l'Azerbaïdjan soviétique, octobre 1970.

Dans le cadre de la structure militaire de l'Union soviétique, l'Azerbaïdjan a accueilli, peu avant son indépendance, plus de 60 000 militaires soviétiques déployés dans tout le pays en unités terrestres, aériennes, de défense aérienne et de marine. La principale formation de combat d'armée de terre en Azerbaïdjan était la 4e armée, qui avait son quartier général et diverses unités de soutien à Bakou. Outre les unités de missiles sol-air, d'artillerie et brigades des SCUD, les principaux éléments de combat de la Quatrième armée étaient les 23e (Gandja), 295e (Lankaran), 60e (Bakou) et 75e (Nakhitchevan) Divisions d'infanterie mécanisée et le régiment d'hélicoptères d'assaut de Gandja (Mi-24 Hind et Mi-8 Hip). Le seul centre d'entraînement des armées de terre en Azerbaïdjan était la Bakı Ali Ümumqoşun Komandirlər Məktəbi (en). La conscription militaire en RSS d'Azerbaïdjan n'a été introduite qu'après mise en place du contrôle soviétique, le nombre de personnes appelées à servir étant réduit au début.